# Диалект
Диале́кт (др.-греч. διάλεκτος — наречие, от διαλέγομαι — говорить, изъясняться) — разновидность языка, которая употребляется как средство общения между людьми, связанными между собой одной территорией.
Диалект является полноценной системой речевого общения (устной или знаковой, но не обязательно письменной) со своим собственным словарём и грамматикой.
Традиционно под диалектами понимались, прежде всего, сельские территориальные диалекты. В последнее время[когда?] появилось немало работ и о городских диалектах; в частности, к ним относят речь афроамериканского городского населения США, чей английский язык существенно отличается от других разновидностей американского английского. Французские лингвисты, наряду с термином «диалект» (фр. dialecte), используют термин «патуа» (patois), который также обозначает локально ограниченную речь определённых групп населения, главным образом, сельского.

## Функциональное понимание
В социолингвистике и на бытовом уровне диалекты противопоставляются стандартному, или литературному языку. С этой точки зрения, для диалекта характерны следующие особенности:
- социальная, возрастная и отчасти половая ограниченность круга носителей диалекта (в России это главным образом жительницы села старшего поколения);
- ограничение сферы использования диалекта семейными и бытовыми ситуациями;
- образование полудиалектов как результат взаимодействия и взаимовлияния различных говоров и связанная с этим перестройка отношений между элементами диалектных систем;
- нивелирование своеобразия диалектной речи под влиянием литературного языка (через средства массовой информации, книги, систему образования и т. п.) и возникновение промежуточных форм — например, диалектно окрашенной литературной речи.

## Лингвистическое понимание
В то же время существует и другая тенденция: диалектом называется любая разновидность языка, незначительно отличающаяся от других разновидностей. То есть каждый человек говорит на каком-нибудь диалекте, в частном случае на стандартном литературном диалекте.
В рамках такого понимания существуют стандартные диалекты (или литературные языки) и традиционные (или нестандартизованные) диалекты. Основным их отличием является тот факт, что первые используются на письме, поддерживаются специальными институтами, преподаются в школах, считаются более «правильной» («стержневой») формой языка. У некоторых языков бывает несколько стандартных диалектов. В таком случае говорят о полицентричном языке или диасистеме.
Для лингвиста не существует более «правильной» формы языка, более того, зачастую информация из традиционного сельского диалекта оказывается более ценной по сравнению с той, которая получена на основе литературного варианта.

### Таксономическое употребление
Лингвистическое понимание особенно важно для языковой систематики, в рамках которой термину диалект присвоен таксономический статус на шкале с четырьмя уровнями близости: язык — наречие — диалект — говор. Согласно выработанному определению, два идиома являются диалектами одного наречия, если между ними наблюдается практически полная взаимопонятность, хотя носители отмечают особенности каждого диалекта, обычно в произношении (акцент) и употреблении некоторых слов. Как правило, такой уровень близости соответствует 97 и более процентам совпадений в списке Сводеша.
С одной стороны диалекты могут объединяться в наречия или группы диалектов, а с другой — делиться на говоры. Определение таксономического статуса того или иного идиома зависит от общей диалектной дробности в данной языковой общности и определяются для каждого языка индивидуально.

## Язык или диалект
Не существует единого понимания и соответственно единых критериев для разграничения языка и диалекта, поэтому, говоря, что данный идиом является языком или диалектом, необходимо оговаривать, что понимается под тем или иным термином. В случае, когда нужно избежать выбора, лингвисты обычно используют термин идиом, обозначающий любую мало-мальски отличную от других разновидность языка.
Идиом может считаться диалектом, например, если:
- он не является стандартизованным литературным языком;
- его носители не имеют собственного государства или автономного образования;
- он не является престижной формой общения.